# Rajd Safari 1992
Rajd Safari (40. Safari Rally) – 40 Rajd Safari rozgrywany w Kenii w dniach 27 marca-1 kwietnia. Była to czwarta runda Rajdowych mistrzostw świata w roku 1992. Rajd został rozegrany na nawierzchni szutrowej. Bazą rajdu było miasto Nairobi. 

## Wyniki końcowe rajdu[1]
| Msc. | Kierowca          | Pilot            | Samochód                  | Czas  | Strata | Grupa | Punkty |
| ---- | ----------------- | ---------------- | ------------------------- | ----- | ------ | ----- | ------ |
| 1    | Carlos Sainz      | Luis Moya        | Toyota Celica Turbo 4WD   | 2:35  | 0.0    | A8    | 20     |
| 2.   | Juha Kankkunen    | Juha Piironen    | Lancia Delta HF Integrale | 3:27  | +0:52  | A8    | 15     |
| 3.   | Jorge Recalde     | Martin Christie  | Lancia Delta HF Integrale | 3:34  | +0:59  | A8    | 12     |
| 4.   | Mikael Ericsson   | Nicky Grist      | Toyota Celica Turbo 4WD   | 4:13  | +1:38  | A8    | 10     |
| 5.   | Markku Alén       | Ilkka Kivimäki   | Toyota Celica Turbo 4WD   | 5:40  | +3:05  | A8    | 8      |
| 6.   | Ian Duncan        | David Williamson | Toyota Celica GT-Four     | 6:38  | +4:03  | A8    | 6      |
| 7.   | Sarbi Rai         | Supee Soin       | Toyota Celica GT-Four     | 8:29  | +5:54  | A8    | 4      |
| 8.   | Patrick Njiru     | Ian Munro        | Subaru Legacy RS          | 8:54  | +6:19  | N4    | 3      |
| 9.   | Per Eklund        | Johnny Johansson | Subaru Legacy RS          | 9:41  | +7:06  | N4    | 2      |
| 10.  | Kenjiro Shinozuka | John Meadows     | Mitsubishi Galant VR-4    | 10:30 | +7:55  | A8    | 1      |

## Klasyfikacja po 4 rundach
Tabele przedstawiają tylko pięć pierwszych miejsc.

### Kierowcy
| Lp. | Kierowca       | Pkt |
| --- | -------------- | --- |
| 1   | Juha Kankkunen | 47  |
| 2   | Carlos Sainz   | 47  |
| 3   | Markku Alén    | 28  |
| 4   | Didier Auriol  | 20  |
| 5   | Mats Jonsson   | 20  |

### Producenci
| Lp. | Producent  | Pkt |
| --- | ---------- | --- |
| 1   | Lancia     | 57  |
| 2   | Toyota     | 51  |
| 3   | Ford       | 29  |
| 4   | Mitsubishi | 20  |
| 5   | Nissan     | 14  |